# بیریوچیا کوسا
بیریوچیا کوسا (به لاتین: Biryuchya Kosa) یک منطقهٔ مسکونی در روسیه است که در استان آستراخان واقع شده‌است.